# Craig Safan
Craig Safan (Los Angeles, 17 dicembre 1948) è un compositore statunitense.
Ha composto musiche per film, serie televisive e documentari, tra cui: Allarme rosso, Giochi stellari e Cin cin.

## Filmografia parziale

### Cinema
- Commando Black Tigers (Good Guys Wear Black), regia di Ted Post (1978)
- Corvette Summer, regia di Matthew Robbins (1978)
- Nightmares - Incubi (Nightmares), regia di Joseph Sargent (1983)
- Angel Killer (Angel), regia di Robert Vincent O'Neill (1984)
- Giochi stellari (The Last Starfighter), regia di Nick Castle (1984)
- Allarme rosso (Warning Sign), regia di Hal Barwood (1985)
- Il mio nome è Remo Williams (Remo Williams: The Adventure Begins), regia di Guy Hamilton (1985)
- All'improvviso uno sconosciuto (Lady Beware), regia di Karen Arthur (1987)
- La forza della volontà (Stand and Deliver), regia di Ramón Menéndez (1988)
- Nightmare 4 - Il non risveglio (A Nightmare on Elm Street 4: The Dream Master), regia di Renny Harlin (1988)
- I dinamitardi (Live Wire), regia di Christian Duguay (1992)
- Milionario per caso (Money for Nothing), regia di Ramón Menéndez (1993)
- Il maggiore Payne (Major Payne), regia di Nick Castle (1995)
- Guardo, ci penso e nasco (Delivering Milo), regia di Nick Castle (2001)

### Televisione
- Cin cin (Cheers) - serie TV, 271 episodi (1982-1993)
- Storie incredibili (Amazing Stories) - serie TV, 2 episodi (1985-1986)
- Alfred Hitchcock presenta (Alfred Hitchcock Presents) - serie TV, 1 episodio (1985)
- Ai confini della realtà (The Twilight Zone) - serie TV, 4 episodi (1985-1986)
- I cacciatori del tempo (Timestalkers) - film TV, regia di Michael Schultz (1987)
- I dannati di Meadowbrook (Without Consent) - film TV, regia di Robert Iscove (1994)
- A Natale tutto è possibile (A Season for Miracles) - film TV, regia di Michael Pressman (1999)
- Natale2.com ('Twas the Night) - film TV, regia di Nick Castle (2001)
- Diamoci una mossa! (Gotta Kick It Up!) - film TV, regia di Ramón Menéndez (2002)

## Premi
- ASCAP Award - vinto per Cin cin.[3]